# 齋藤忍
齋藤 忍（さいとう しのぶ）は、日本の技術者。石川島播磨重工業主席技監や、日本機械学会会長を務めた。

## 人物・経歴
東京大学工学部卒業。東京大学大学院工学系研究科修士課程修了。1968年石川島播磨重工業入社、研究所配属。1978年東京大学工学博士。1994年日本機械学会機械力学・計測制御部門長。石川島播磨重工業主席技監を経て、2007年日本機械学会会長。